# Parascotia nisseni

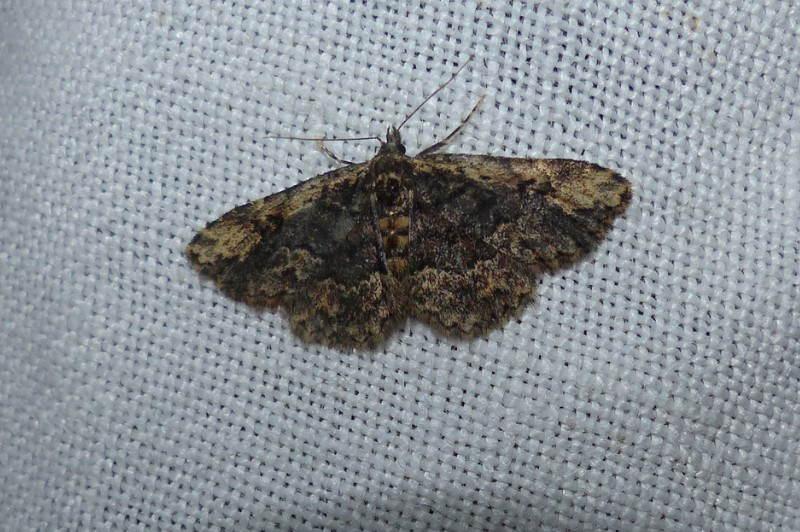
Indivíduo de Parascotia Nisseni

Parascotia nisseni é uma espécie de insetos lepidópteros, mais especificamente de traças, pertencente à família Erebidae.
A autoridade científica da espécie é Turati, tendo sido descrita no ano de 1905.
Trata-se de uma espécie presente no território português.